# Теорема Мінковського
Теорема Мінковського про опукле тіло  - один із найбільш фундаментальних результатів теорії чисел, основа геометричної теорії чисел.
Теорема була доведена в 1896 році німецьким математиком Германом Мінковським в його фундаментальній роботі "Геометрія чисел". 

## Формулювання
Нехай L -  ґратка, визначинк якої дорівнює {\displaystyle det(L)} та S -  опукла симетрична підмножина простору {\displaystyle \mathbb {R} ^{n}}.
Теорема Мінковського стверджує, що якщо міра множини S більша за {\displaystyle 2^{n}\det(L)}, тоді існує ненульовий елемент {\displaystyle l\in L\cap S}. 

## Застосування теореми
У теорії чисел теорему застосовують, щоб пов'язати локальні властивості певної алгебраїчної сисетми із її глобальними властивостями. 
Класичною ілюстрацією таких міркувань є  теорема Ферма про суму двох квадратів.

### Теорема Ферма
Нехай {\displaystyle p} - просте натуральне число. Існує пара чисел {\displaystyle (a,b)\in \mathbb {Z} ^{2}} така що {\displaystyle p=a^{2}+b^{2}} тоді й лише тоді, коли {\displaystyle p\equiv 1{\bmod {4}}}. 

### Доведення
Нехай {\displaystyle p=a^{2}+b^{2}}, тоді {\displaystyle -1} є квадратом в полі {\displaystyle \mathbb {Z} /p\mathbb {Z} }. 
Обчислюючи значення  символу Лежандра для {\displaystyle -1},  маємо {\displaystyle (-1)^{\frac {p-1}{4}}=1}. Таким чином, обов'язково виконується рівність {\displaystyle p\equiv 1{\bmod {4}}}. 
У зворотньому напрямку, припустимо що {\displaystyle p\equiv 1{\bmod {4}}}. 
Тоді {\displaystyle -1} є квадратом в полі {\displaystyle \mathbb {Z} /p\mathbb {Z} }, тож існує {\displaystyle u\in \mathbb {Z} }, таке що {\displaystyle u^{2}\equiv 1{\bmod {p}}}. 
Розглянемо ґратку {\displaystyle L~=~\{(a,b)\in \mathbb {Z} ^{2}\mid a\equiv ub{\bmod {p}}\}} та відкритий диск {\displaystyle D} радіусу {\displaystyle {\sqrt {2p}}}. 
Диск є опуклою симетричною множиною та його міра задовольняє нерівності {\displaystyle \mu (D)\geq 4\det(L)}. Таким чином, для ґратки {\displaystyle L} та диска {\displaystyle D} справедлива теорема Мінковського.  
Відтак, за теоремою існує ненульовий вектор {\displaystyle (a,b)\in L\cap D}. Оскільки {\displaystyle (a,b)\in D}, то має місце нерівність {\displaystyle a^{2}+b^{2}<2p}. 
Одночасно {\displaystyle p\mid a^{2}+b^{2}}, так як {\displaystyle (a,b)\in L}. 
Таким чином, {\displaystyle p=a^{2}+b^{2}}. 

### Пов'язані результати
Зазначимо, що теорема Мінковського не тільки доводить існування розкладу в суму двох квадратів для простих чисел конгруентних одиниці по модулю чотири, але й надає практичний спосіб знаходження даного розкладу. 
Дійсно, така пара чисел {\displaystyle (a,b)\in \mathbb {Z} ^{2}} є найкоротшим вектором ґратки {\displaystyle L}. 
Отже, можна застосувати алгоритми пошуку найкоротшого вектору в ґратках. 
У цьому випадку {\displaystyle L} - це ґратка розмірності {\displaystyle 2}, тож розклад в суму двох квадратів можна знайти за допомогою алгоритму  Гауса--Лагранжа. 
Застосовуючи  квадратичний закон взаємності разом із теоремою Мінковського можна довести інші цікаві теореми теорії чисел.  

Просте непарне число {\displaystyle p} можна розкласти як {\displaystyle a^{2}+2b^{2}} для певної пари {\displaystyle (a,b)\in \mathbb {Z} ^{2}} тоді й лише тоді, коли {\displaystyle p\equiv 1,3{\bmod {8}}}. 

Просте число {\displaystyle p\neq 3} можна розкласти як {\displaystyle a^{2}+3b^{2}} тоді й лише тоді, {\displaystyle p\equiv 1{\bmod {3}}}.

## Узагальнення
Узагальненням теореми Мінковського на неопуклі множини є теорема Вліхфельдта.